# جایزه سیمون دو بووار

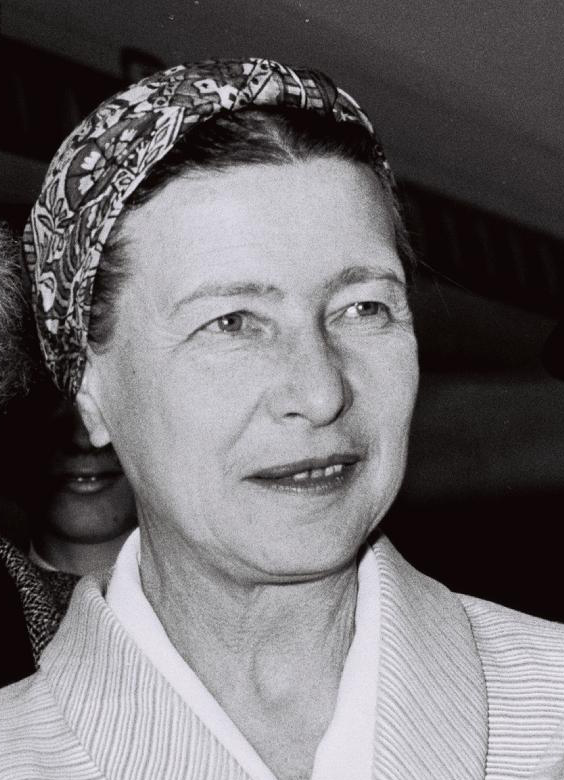
سیمون دو بووار

جایزه سیمون دو بووار (به فرانسوی: Prix Simone de Beauvoir pour la liberté des femmes) برای نخستین‌بار در ۹ ژانویه ۲۰۰۸ میلادی و هم‌زمان با صدمین سالگرد سیمون دو بووار، فیلسوف فمینیست فرانسوی بنیان گذاشته شده‌است. این جایزه هر ساله به شخصیت برجسته ای اعطا می‌شود که شجاعت و اندیشه‌های او برای همه قابل ستایش و احترام است هیئت داوران بین‌المللی این جایزه از حدود بیست زن و مرد نویسنده، جامعه‌شناس، فیلسوف، روزنامه‌نگار و فعال سیاسی تشکیل شده‌است، از جمله: جولیا کریستوا، فیلسوف سرشناس فمینیست که ریاست هیئت داوری را برعهده دارد، الیزابت بدینتر فیلسوف فمینیست، کیت میلت، آلیس شوارتزر، اینگرید بتانکورت، سیلویا بون دوبووار دختر خوانده و وارث سیمون دوبووار، و کلود لانزمن مدیر مجله عصر مدرن.

## برندگان
- سارا گارسیا گروس، فعال سالوادوری[۴]
- ۲۰۱۸- آسلی اردوغان نویسنده اهل ترکیه[۵]
- ۲۰۱۷- باربارا آنا نو واکا انجمن نجات زنان کشور لهستان[۶]
- ۲۰۱۶- جویس نیکولینی شهردار شهر لامپدوزا الینوزا برای فعالیت‌های بشر دوستانه وی در مورد مهاجرانی و پناهندگان در این شهر
- ۲۰۱۵- موزه ملی زنان هنرمند[۷]
- ۲۰۱۴- میشل پروت تاریخ‌شناس فرانسوی[۸]
- ۲۰۱۳- ملاله یوسف‌زی دانشجوی پاکستانی، وبلاگ‌نویس و فعال اجتماعی[۹]
- ۲۰۱۲- انجمن زنان دموکراتیک تونس[۱۰]
- ۲۰۱۱ - لیودمیلا اولیتسکایا رمان‌نویس و فعال حقوق مدنی روسی
- ۲۰۱۰ - آی ژیااومینگ، فعال چینی حقوق زنان و استاد دانشگاه و گو ژیان‌می، وکیل و مؤسس مرکز مطالعات حقوق زنان در دانشگاه پکن.[۱۱]
- ۲۰۰۹ - کمپین یک میلیون امضای جنبش زنان در ایران به خاطر «جسارت زنان ایرانی و بدیع بودن شکل مبارزه‌شان … که بر محور یک زن پیشرو و مشهور شکل نگرفته‌است بلکه جنبشی وسیع است.»[۲]
- ۲۰۰۸ - تسلیمه نسرین، نویسنده بنگلادشی که جانش را برای حقوق زنان به خطر انداخت و تحت تعقیب و آزار است، و آیان حرصی علی، نویسنده فمنیست و عضو سابق پارلمان هلند.[۳]